# Trần Thanh Phương (nhạc sĩ)
Trần Thanh Phương (hay Thanh Phương, sinh ngày 2 tháng 2 năm 1969) là một nam nhạc công, kĩ sư âm thanh, giám đốc âm nhạc, nhạc sĩ kiêm nhà sản xuất thu âm người Việt Nam. Thanh Phương được biết tới từ khi còn rất trẻ là một trong những nghệ sĩ guitar hàng đầu tại Thủ đô. Năm 1991, sau khi tốt nghiệp Nhạc viện Hà Nội, anh là một trong những thành viên sáng lập nên ban nhạc Phương Đông giành tiếng vang rất lớn khi đoạt giải quán quân tại Liên hoan các ban nhạc toàn quốc lần thứ nhất (1993) được tổ chức tại Đà Nẵng. Trong thập niên 1990, ban nhạc Phương Đông trực tiếp xây dựng thành công hình ảnh diva cho các ca sĩ Thanh Lam và Hồng Nhung qua nhiều album và sản phẩm chất lượng.
Sau khi ban nhạc Phương Đông gặp nhiều vấn đề kể từ năm 2000, Thanh Phương là nghệ sĩ khách mời hàng đầu cho dự án của các ca sĩ nổi tiếng trong và ngoài nước trong nhiều vai trò khác nhau. Các sản phẩm thành công của Thanh Phương đưa tên tuổi anh trở thành một trong những nhạc sĩ hòa âm phối khí uy tín nhất Việt Nam. Năm 2006, album Đối thoại 06 do anh hòa âm phối khí tại Mỹ giành Giải thưởng Âm nhạc Cống hiến cho "Album của năm", giúp anh trở thành một trong những nhạc sĩ xây dựng nên hình ảnh diva cho ca sĩ Hà Trần. Năm 2015, anh đạo diễn nghệ thuật và tổ chức thành công chương trình âm nhạc gia đình Trần gia nhã nhạc – Chuyện phố bên sông, nhận được rất nhiều đánh giá tích cực từ giới chuyên môn cũng như người yêu nhạc.
Thanh Phương bắt đầu sự nghiệp sản xuất âm nhạc với các ban nhạc rock Việt Nam, đặc biệt thành công từ rất sớm qua những album đầu tay của ban nhạc Bức Tường, sau đó là các album của Ngũ Cung, Oringchains và Microwave. Sở hữu một trong những phòng thu cá nhân hiện đại đầu tiên ở Hà Nội, anh được coi là một trong những kỹ thuật viên âm thanh hàng đầu và là một trong những cột trụ thành công của Rock Việt khi xây dựng và cải tiến âm thanh nhạc rock kết hợp với nhiều thể loại đa dạng khác nhau. Kể từ tháng 4 năm 2014, Thanh Phương là giám đốc âm nhạc chương trình Giai điệu tự hào. 

## Tiểu sử
Trần Thanh Phương sinh ngày 2 tháng 2 năm 1969, trong một gia đình có truyền thống nghệ thuật ở Hà Nội. Bố anh là cố nhạc sĩ, đạo diễn sân khấu Trần Tuấn Long và mẹ là diễn viên múa Đỗ Kim Thanh. Anh trai anh là cố họa sĩ Trần Tuấn Vinh và chị gái là nhạc công Cello Trần Thị Bích Huyền. Thuở nhỏ, anh sống cùng khu tập thể với gia đình các nhạc sĩ Trần Hiếu – Trần Tiến và nhạc sĩ Ngọc Đại, từ đó giúp anh sớm định hình được con đường sự nghiệp của mình. Chị gái của Trần Thanh Phương sau này kết hôn với con trai cả của nhạc sĩ Trần Hiếu là họa sĩ Trần Vũ Hoàng, hiện đang là Trưởng khoa Mỹ thuật và Phó hiệu trưởng Trường cao đẳng Nghệ thuật Hà Nội.
Trần Thanh Phương, tạp chí Đẹp, 2 tháng 4 năm 2015.
Sớm được tiếp xúc guitar và là một trong những người đầu tiên đệm đàn cho Hà Trần, Thanh Phương theo học chuyên ngành guitar cổ điển vào năm 1980 tại Nhạc viện Hà Nội và tốt nghiệp vào năm 1995. Ở tuổi thiếu niên, anh đã là nghệ sĩ xuất hiện nhiều tại các sân khấu nhỏ ở Thủ đô. Năm 1991, Quốc Trung trở về Việt Nam sau quãng thời gian theo học ở Bulgaria và muốn thành lập ban nhạc riêng. Thanh Phương được lựa chọn và trở thành một trong những thành viên đầu tiên của ban nhạc Phương Đông trong vai trò guitar chính của nhóm, bên cạnh những nghệ sĩ tên tuổi khác là Quốc Trung (thủ lĩnh – piano), Quốc Hưng (trống), Ngọc Quân (nhạc cụ gõ), Vũ Văn Hà (guitar bass) và Trần Mạnh Tuấn (saxophone) và từng có Tuấn Phương (cựu nhạc công guitar bass).

## Sự nghiệp âm nhạc

### Ban nhạc Phương Đông
Cũng trong năm 1991, ban nhạc Phương Đông bắt đầu cộng tác với ca sĩ trẻ Thanh Lam. Cùng Thanh Lam, họ đã thu âm và phát hành rất nhiều album chất lượng cao, như Tự sự (2000), Thiện thanh (2002) và đặc biệt Mây trắng bay về (2001) – sản phẩm được coi là đỉnh cao của âm nhạc world music Việt Nam vào thời điểm đó. Bên cạnh các album phòng thu, họ cũng đã thực hiện hàng loạt liveshow đầu tiên của Việt Nam như Đêm huyền diệu (1996), Thiện thanh (1996) hay Em và tôi (1999). Cho em một ngày (1997) của Thanh Lam với sự tham gia của 2 ca sĩ trẻ Hà Nội là Bằng Kiều và Hà Trần, trở thành tour diễn cá nhân đầu tiên của làng nhạc nhẹ Việt. Thành công của Thanh Lam với sự đóng góp lớn của ban nhạc Phương Đông đã trực tiếp đưa cô trở thành diva đầu tiên của công chúng.
Song song với các hoạt động cùng Thanh Lam, ban nhạc Phương Đông cũng có những thành công lớn khác trong vai trò nghệ sĩ trình diễn. Ngay sau khi thành lập, họ đã là cái tên nổi tiếng tại nhiều tụ điểm âm nhạc lớn nhỏ của Thủ đô khi trình diễn pop, rock kết hợp với world music. Tại Liên hoan các ban nhạc toàn quốc lần thứ nhất (1993) tổ chức ở Đà Nẵng, ban nhạc Phương Đông đã xuất sắc vượt qua nhiều ban nhạc trong nước khác để giành vị trí quán quân, từ đó góp phần giúp họ được đông đảo khán giả cả nước yêu mến.
Tới cuối thập niên 1990, ban nhạc Phương Đông có vài xáo trộn khi đã có nhiều thành viên rời nhóm để phát triển sự nghiệp riêng. Cuối năm 2000, bộ đôi Quốc Trung – Thanh Lam đổ vỡ. Ban nhạc buộc phải đi tìm sự sáng tạo mới và tiếp tục có được thành công. Họ cùng Hồng Nhung thực hiện 2 album xuất sắc Ngày không mưa (2001) và Khu vườn yên tĩnh (2004), trực tiếp nâng tầm cô trở thành diva. Trên hết, chương trình trình diễn Đường xa vạn dặm (2004–2005) mà họ thực hiện tại Nhật Bản, Việt Nam và nhiều nước châu Âu có được tiếng vang rất lớn, khi trực tiếp giới thiệu thành công thể loại world music tới công chúng Việt, mặt khác đưa âm nhạc truyền thống Việt Nam tới với bạn bè quốc tế. Sự kiện sau đó có tên tại đề cử Giải thưởng âm nhạc Tiền Cống hiến năm 2004 cho "Chương trình của năm".

### Nhạc sĩ hòa âm phối khí
Những thành công ban đầu cùng ban nhạc Phương Đông giúp Thanh Phương đầu tư để xây dựng nên phòng thu cá nhân đầu tiên của mình vào năm 1999. Cũng nhờ đó, anh có thêm điều kiện để tìm tòi và phát triển thế mạnh riêng của mình, đó là nhạc rock.
Năm 2000, anh làm quen với Trần Lập và ban nhạc Bức Tường qua chương trình SV2000. Cùng lúc, ban nhạc đang tìm kiếm nhà sản xuất cho album đầu tay của mình, và họ đã chọn Thanh Phương là nhạc sĩ hòa âm cho sản phẩm đó. Tâm hồn của đá được Trung tâm nghe nhìn Hà Nội phát hành vào giữa năm 2002, do Thanh Phương hòa âm và chỉnh âm tại phòng thu của ban nhạc Phương Đông Orient Studio. Album có được thành công lớn với nhiều ca khúc nổi tiếng của ban nhạc như ca khúc chủ đề, "Rock xuyên màn đêm", "Bông hồng thủy tinh", "Ngày hôm qua", "Người đàn bà hóa đá", "Đường đến ngày vinh quang",... xây dựng vững chắc tên tuổi của ban nhạc Bức Tường với người hâm mộ. Thành công rực rỡ đó thúc đẩy ê-kíp thu âm và phát hành album tiếp theo Vô hình vào năm 2003 (sản xuất bởi Dihavina), tiếp tục nhận được sự ủng hộ lớn từ công chúng. Trong album tiếp theo của ban nhạc Nam châm (2004), Thanh Phương không còn hòa âm phối khí mà chỉ còn tham gia phụ trách kỹ thuật âm thanh. Tuy nhiên, sản phẩm này không có được thành công như mong đợi. Cùng với việc Bức Tường bắt đầu có những vấn đề nội bộ và liên tục thay đổi thành viên, Thanh Phương chỉ tham gia cùng ban nhạc trong chương trình Bức Tường và những người bạn tổ chức vào tháng 4 năm 2004, trước khi dừng hoạt động với nhóm. Ban nhạc chính thức giải tán vào cuối năm 2006.
Năm 2003, anh được mời tới hòa âm cho album song ca Thanh Lam – Hà Trần, sản xuất bởi Nhạc viện Hà Nội, tuyển tập các ca khúc pop thành danh của 2 ca sĩ. Sản phẩm cũng được hỗ trợ hòa âm bởi Trí Minh, góp phần pha trộn thêm tính điện tử cho chất liệu các ca khúc. Năm 2004, Thanh Phương là một trong những nhạc sĩ được Hà Trần liên lạc để giúp cô biên tập album Hà Trần 98-03, tổng hợp lại các ca khúc nổi tiếng nhất của cô trong nửa đầu sự nghiệp, nhưng không mang màu sắc pop nữa mà thay vào đó là các thể loại mới mang ít nhiều màu sắc indie và nhạc điện tử. Hà Trần 98-03 được phát hành vào đầu năm 2005 ở Việt Nam và Mỹ (dưới tên Sắc màu – Tình ca).
Giữa năm 2006, anh cùng nhạc sĩ Đức Trí thu âm và sản xuất album EP đầu tay Ba ngày HAT cho ca sĩ Hà Anh Tuấn. Album được ấn định phát hành ngay sau chương trình Sao Mai điểm hẹn 2006, nhưng album đã không được phát hành.
Thành công của Hà Trần 98-03 đặc biệt ở mảng khai thác âm nhạc điện tử, đã khiến Hà Trần mời trực tiếp Thanh Phương sang tận Mỹ cùng cô thực hiện album tiếp theo Đối thoại 06 vào năm 2006. Album lần này là sản phẩm đầu tay của công ty sản xuất Ha Tran Productions, với sự tham gia đóng góp sáng tác của Trần Tiến, Ben Doan và Nguyễn Xinh Xô. Pha trộn indie pop, New Age, nhạc điện tử và ambient, Đối thoại 06 là một album chủ đề đột phá, gây ấn tượng lớn đối với công chúng nghe nhạc. Nếu báo Dân trí gọi album là "con đường mà nhiều nghệ sĩ độc lập cần lựa chọn" để tiến vào thị trường Mỹ, thì nhiều bài viết khác đánh giá cao khả năng kết hợp giữa âm nhạc dân gian với âm nhạc điện tử. Năm 2006, album giúp Hà Trần giành giải thưởng Cống hiến đầu tiên cho "Album của năm".
Thanh Phương tiếp tục cùng Hà Trần sản xuất album tuyển tập Trần Tiến vào tháng 9 năm 2008 với sự tham gia của Tùng Dương, David Tran và Hòa T. Trần. Tuy nhiên, album lại không có được nhiều nhận xét tích cực. Dù được ca ngợi về bố cục và sự kết hợp cần thiết giữa điện tử và acoustic, album vẫn bị chê là "hòa âm quá cầu kỳ" khiến mất "chất" nhạc Trần Tiến, trong khi lại làm lộ rõ những hạn chế về chất giọng của Hà Trần và hơn hết, các ca sĩ khách mời của album thì không thuyết phục. Sự kiện gây chú ý nhất của album có lẽ là việc giai điệu ca khúc "Princess of China" (Coldplay và Rihanna, 2011) phát hành sau đó hơn 2 năm đã có phần nhạc nền giống hệt với bản phối ca khúc "Ra ngõ tụng kinh", gây ra những thắc mắc nhỏ về bản quyền.
Tháng 7 năm 2009, nhận lời đề nghị từ nhóm rock Ngũ Cung, Thanh Phương thu âm và sản xuất album đầu tay của ban nhạc có tên 365000, hợp tác cùng Honda Việt Nam (hòa âm bởi Nguyễn Vĩnh Tiến). Album lấy ý tưởng và cảm hứng kỷ niệm Đại lễ 1000 năm Thăng Long – Hà Nội. Tuy nhiên, album dù được khen ngợi về hòa âm nhưng bị nhiều người trong nghề phản ứng khi 3 ca khúc, trong đó có ca khúc nhan đề, mắc phải vấn đề đạo nhạc. Tiếp tục với rock Việt, Trần Thanh Phương còn tham gia cộng tác cùng ban nhạc Oringchains, Microwave, Parasite, ca sĩ Phạm Anh Khoa, nhạc sĩ Trần Lập,... Từ năm 2008, anh cùng Quốc Trung tham gia vào chuỗi chương trình Rockstorm trong vai trò đạo diễn âm nhạc, nhạc công và cả nhà tổ chức, trực tiếp mời nhiều nghệ sĩ rock trong và ngoài nước tới tham gia chương trình.
Từ cuối năm 2011, Thanh Phương tham gia cộng tác với nữ ca sĩ trẻ Phạm Thu Hà. Đĩa đơn "Habanera" của cô được ra mắt vào cuối năm 2012 với bản hòa âm chính bởi nhạc sĩ Võ Thiện Thanh, theo kèm là các bản phối của Thanh Phương và các DJ Hoàng Touliver, Hoàng Anh, Dương Đại Dương và Slim V.
Cuối năm 2015, anh cùng Hà Trần cho phát hành album indie rock có tên Bản nguyên. Đây là một dự án công phu, được 2 nghệ sĩ ấp ủ từ 10 năm trước với nhiều tham vọng. Nhìn chung, Bản nguyên là một sản phẩm thành công ấn tượng, có được nhiều thiện cảm từ công chúng cũng như từ giới chuyên môn.

## Đời tư
Trần Thanh Phương kết hôn với cựu ca sĩ Ngô Hạnh vào năm 1996, cô từng đoạt giải nhất Giọng hát hay Hà Nội năm 1991 và hiện đang làm việc tại hãng hàng không Pacific Airlines. Họ có hai người con gái là Trần My Anh (sinh năm 2000), một ca sĩ thường được biết đến với nghệ danh Marzuz và Trần Thy Anh.